# 여대생 가정부
"여대생 가정부"는 1974년에 개봉한 대한민국의 영화이다.

## 캐스팅
- 박지영
- 허장강
- 도금봉
- 김청자
- 김종결
- 김애경
- 장훈
- 전숙
- 김기종
- 홍윤정
- 안진수
- 전우성
- 박예숙
- 백재연
- 성명순
- 최연수
- 임예심
- 강한순
- 손전
- 조학자
- 강인봉
- 강인경